# Johann Michael Gottlob Böhme
Johann Michael Gottlob Böhme (* 1772 in Lunzig; † 1850 in Zeitz) war ein deutscher Orgelbauer.

## Leben
Über Johann Michael Gottlob Böhmes Leben und Ausbildung ist wenig bekannt. Er hatte eine Orgelwerkstatt in der Stephansgasse in Zeitz. Sein Arbeitsfeld umfasste das heutige Sachsen, Sachsen-Anhalt und Thüringen mit ein- und zweimanualigen Werken bis zu 27 Registern. Aus seiner Schaffenstätigkeit gingen etwa 43 Orgeln hervor. Die letzten 14 davon fertigte er mit seinem Gehilfen Carl Winter. 1849 bis 1850 baute Böhme mit Winter eine neue Orgel im Zeitzer Dom, in der einiges an Pfeifenmaterial der vorhandenen Orgel wiederverwendet wurde. Carl Winter übernahm später die Orgelwerkstatt von Böhme. Von Winter sind noch Orgeln in Flemmingen (1852), Pettstädt (1852), Schelkau (1861) und Gröben erhalten.

## Werk
Die Größe der Instrumente wird in der fünften Spalte durch die Anzahl der Manuale und die Anzahl der klingenden Register in der sechsten Spalte angezeigt. Ein großes „P“ steht für ein selbstständiges Pedal, ein kleines „p“ für ein angehängtes Pedal. Eine Kursivierung zeigt an, dass die betreffende Orgel nicht mehr bzw. nur noch das Gehäuse erhalten ist.
| Jahr      | Ort         | Gebäude             | Bild\|         | Manuale | Register | Bemerkungen |
| --------- | ----------- | ------------------- | -------------- | ------- | -------- | --- |
| 1801–1808 | Burtschütz  | Dorfkirche          |                | I/P     | 17       | [ 1 ] |
| 1806      | Großpörthen | Dorfkirche          |                |         |          | |
| 1809–1810 | Jahnshain   | Dorfkirche          |                | I/P     | 11       | die Baukosten betrugen 350 Taler                                                                                   |
| 1812      | Thierbach   | Dorfkirche          |                | II/P    | 18       | 1899 abgebaut für neue Orgel                                                                                       |
| 1815      | Werschen    | Dorfkirche          |                | I/P     | 10       | unbespielbar, komplett sanierungsbedürftig                                                                         |
| 1819      | Kistritz    | St. Trinitatis      |                | II/P    | 18       | [ 1 ] |
| 1820      | Leißling    | St. Marien          | Bild der Orgel | II/P    | 18       | 1820 von Zeitz nach Leißling verbracht; eventuell erst 1858 durch Winter in vorhandenes Gehäuse aus 1715 eingebaut |
| 1821      | Holleben    | Dorfkirche          |                | II/P    | 18       | 2009 restauriert durch Georg Wünning, spielbar, Orgel                                                              |
| 1822      | Langendorf  | Dorfkirche          | Bild der Orgel | II/P    | 25       | 1982–1992 restauriert von Orgelbau Gerhard Kühn aus Merseburg                                                      |
| 1826      | Reinsdorf   | St. Petri und Pauli |                | II/P    | 27       | nach Dacheinsturz 1990 ausgeräumt, Restaurierung ausstehend → Orgel                                                |
| 1827      | Loitzschütz | Dorfkirche          |                |         |          | |
| 1829      | Rippicha    | Dorfkirche          |                | II/P    |          | [ 1 ] |
| 1832      | Werben      | Dorfkirche          |                |         |          | |
| 1835      | Pörsten     | Dorfkirche          |                |         |          | |
| 1835–1839 | Frohnsdorf  | Dorfkirche          |                |         |          | 2000–2002 Generalinstandsetzung der Orgel                                                                          |
| 1840      | Gleina      | Dorfkirche          | Bild der Orgel | II/P    | 17       | ursprünglich in Schwerzau, 1955 nach Gleina verbracht                                                              |
| 1842      | Schönburg   | Dorfkirche          | Bild der Orgel | II/P    | 20       | Restaurierung seit 2018 durch Schuke Orgelbau                                                                      |
| 1846      | Kirchsteitz | Dorfkirche          |                |         |          | [ 10 ] |
| 1849–1850 | Zeitz       | Dom                 |                |         |          | 1961 Einbau neuer Orgel durch Orgelbauer Lothar Heinze (Stadtilm)                                                  |